# Slittino ai XVII Giochi olimpici invernali - Singolo femminile
La gara del singolo femminile di slittino dei XVII Giochi olimpici invernali di Lillehammer si disputò nelle giornate del 15 e 16 febbraio 1994 sul tracciato del Lillehammer Olympic Bobsleigh and Luge Track, situato nella frazione di Hunderfossen del comune di Lillehammer.
L'italiana Gerda Weissensteiner conquistò la medaglia d'oro, mentre quelle d'argento e di bronzo andarono rispettivamente alla tedesca Susi Erdmann ed all'austriaca Andrea Tagwerker.

## Resoconto
In base a quanto previsto dal regolamento di qualificazione, poterono prendere parte alla competizione 25 atlete e ogni comitato nazionale poté schierare fino ad un massimo di tre partecipanti, sulla base della classifica della Coppa del Mondo 1993/94 risultante alla data ultima per la composizione delle delegazioni che avrebbero partecipato ai Giochi olimpici da parte dei vari comitati. Presenti al via, tra le altre concorrenti, l'austriaca Doris Neuner, campionessa olimpica uscente, nonché le altre due atlete a podio in quell'edizione di Albertville 1992, nell'ordine la sorella Angelika e la tedesca Susi Erdmann; in gara vi furono anche l'italiana Gerda Weissensteiner, all'epoca detentrice del titolo iridato vinto a Calgary 1993, e l'altra tedesca Gabriele Kohlisch, che trionfò nell'ultima edizione di Coppa del Mondo.
Medaglia d'oro e titolo olimpico fu appannaggio dell'italiana Gerda Weissensteiner, che sopravanzò sul podio la tedesca Susi Erdmann e l'austriaca Andrea Tagwerker, rispettivamente seconda e terza classificata; la vittoria della Weissensteiner non parse mai in bilico: nella prima discesa fece segnare il nuovo record del tracciato staccando di oltre due decimi di secondo le più immediate inseguitrici, confermandosi la più veloce anche in ognuna delle altre tre manches in programma e l'unica a scendere per quattro volte sotto il muro dei 49 secondi, chiuse la competizione con oltre sette decimi di vantaggio sulla Erdmann e più di un secondo su tutte le altre atlete, al contrario delle altre due competizioni del singolo maschile e del doppio che videro margini di vittoria estremamente ridotti.
Se il primo posto non fu mai in discussione lo stesso discorso invece non poté farsi per le altre posizioni: nella seconda discesa un piccolo errore estromise dalle zone altissime della classifica la tedesca Gabriele Kohlisch, terza dopo la prima prova, e, al termine della terza frazione, la classifica provvisoria vedeva l'altra atleta azzurra Natalie Obkircher insidiare il terzo posto della Tagwerker distante soli otto centesimi; nell'ultima prova però non andò oltre l'undicesimo tempo e perse quindi anche il quarto posto a vantaggio dell'altra austriaca Angelika Neuner.
Questo fu il secondo successo di un'atleta italiana dopo l'oro di Erika Lechner a Grenoble 1968; con questa vittoria la Weissensteiner riuscì a trionfare, in un solo biennio, in tutte e quattro le più importanti competizioni del panorama slittinistico mondiale, vale a dire l'Olimpiade, la Coppa del Mondo, il campionato mondiale e quello europeo. Prima di lei solo l'ex sovietica Vera Zozulja riuscì in questa impresa in campo femminile.

## Risultati
| Pos. | Atleta                     | Nazione                 | 1ª manche | 2ª manche | 3ª manche | 4ª manche | Totale   | Distacco |
| ---- | -------------------------- | ----------------------- | --------- | --------- | --------- | --------- | -------- | -------- |
|      | Gerda Weissensteiner       | Italia                  | 48"740    | 48"890    | 48"950    | 48"937    | 3'15"517 |          |
|      | Susi Erdmann               | Germania                | 48"989    | 48"893    | 49"340    | 49"054    | 3'16"276 | +0"759   |
|      | Andrea Tagwerker           | Austria                 | 48"961    | 49"157    | 49"277    | 49"257    | 3'16"652 | +1"135   |
| 4    | Angelika Neuner            | Austria                 | 49"055    | 49"152    | 49"315    | 49"379    | 3'16"901 | +1"384   |
| 5    | Natalie Obkircher          | Italia                  | 49"046    | 49"252    | 49"181    | 49"458    | 3'16"937 | +1"420   |
| 6    | Gabriele Kohlisch          | Germania                | 48"988    | 49"323    | 49"301    | 49"585    | 3'17"197 | +1"680   |
| 7    | Irina Gubkina              | Russia                  | 49"167    | 49"231    | 49"376    | 49"424    | 3'17"198 | +1"681   |
| 8    | Natalija Jakušenko         | Ucraina                 | 49"233    | 49"304    | 49"413    | 49"428    | 3'17"378 | +1"861   |
| 9    | Anna Orlova                | Lettonia                | 49"301    | 49"526    | 49"297    | 49"363    | 3'17"487 | +1"970   |
| 10   | Doris Neuner               | Austria                 | 49"331    | 49"717    | 49"319    | 49"459    | 3'17"826 | +2"309   |
| 11   | Cameron Myler              | Stati Uniti             | 49"201    | 49"763    | 49"324    | 49"546    | 3'17"834 | +2"317   |
| 12   | Bethany Calcaterra-McMahon | Stati Uniti             | 49"733    | 49"542    | 49"304    | 49"426    | 3'18"005 | +2"488   |
| 13   | Pia Wedege                 | Norvegia                | 49"367    | 49"490    | 49"720    | 49"470    | 3'18"047 | +2"530   |
| 14   | Jana Bode                  | Germania                | 50"099    | 49"296    | 49"467    | 49"239    | 3'18"101 | +2"584   |
| 15   | Mária Jasenčáková          | Slovacchia              | 49"411    | 50"351    | 49"276    | 49"418    | 3'18"456 | +2"939   |
| 16   | Evija Šulce                | Lettonia                | 49"795    | 49"819    | 49"625    | 49"718    | 3'18"957 | +3"440   |
| 17   | Iluta Gaile                | Lettonia                | 49"973    | 49"736    | 49"636    | 49"704    | 3'19"049 | +3"532   |
| 18   | Olga Novikova              | Russia                  | 49"860    | 50"044    | 49"842    | 50"231    | 3'19"977 | +4"460   |
| 19   | Helen Novikov              | Estonia                 | 50"160    | 50"172    | 49"808    | 50"193    | 3'20"333 | +4"816   |
| 20   | Anne Abernathy             | Isole Vergini Americane | 50"698    | 50"190    | 49"776    | 50"167    | 3'20"831 | +5"314   |
| 21   | Adriana Turea              | Romania                 | 50"324    | 50"588    | 50"393    | 50"556    | 3'21"861 | +6"344   |
| 22   | Sorina Grigore             | Romania                 | 51"324    | 50"800    | 50"572    | 50"508    | 3'23"204 | +7"687   |
| 23   | Verona Marjanović          | Bosnia ed Erzegovina    | 50"586    | 51"707    | 51"365    | 51"121    | 3'24"779 | +9"262   |
| 24   | Greta Sebald               | Grecia                  | 1'43"585  | 50"824    | 49"777    | 49"955    | 4'14"141 | +58"624  |
| DNF  | Erin Warren                | Stati Uniti             | DNF       | –         | –         | –         | –        | –        |

Data: martedì 15 febbraio 1994

Ora locale 1ª manche: 10:00 (UTC+1)

Ora locale 2ª manche: 11:30 (UTC+1)

Data: mercoledì 16 febbraio 1994

Ora locale 3ª manche: 10:00 (UTC+1)

Ora locale 4ª manche: 11:15 (UTC+1)

Pista: Lillehammer Olympic Bobsleigh and Luge Track

Lunghezza: 1 185 m.

Curve: 13 (9 a sinistra e 4 a destra)

Partenza: 325 m. s.l.m.

Arrivo: 240 m. s.l.m.

Dislivello: 85 m.

Legenda:
- DNS = non partita (did not start)
- DNF = gara non completata (did not finish)
- DSQ = squalificata (disqualified)
- Pos. = posizione